# Centaurea horrida
Il fiordaliso spinoso (Centaurea horrida Bad., 1824) è una specie endemica della Sardegna, presente solo in poche stazioni costiere di estensione molto limitata. Nelle checklist più recenti questa entità è considerata sinonimo della sottospecie Centaurea calcitrapa subsp. calcitrapa.
In merito allo stato di conservazione è una specie classificata come vulnerabile: infatti, pur essendo rappresentata da un cospicuo numero di esemplari, il numero limitato di stazioni e la loro ridotta estensione sono un fattore di vulnerabilità che potrebbe pregiudicare la sua sopravvivenza. Il fiordaliso spinoso è localizzato esclusivamente nella parte nord-occidentale della Sardegna, in alcuni siti costieri dell'Asinara e della Nurra, nella zona di Alghero, e nella parte nord-orientale dell'isola sarda, in tre piccole popolazioni disgiunte nell'isola di Tavolara.

## Etimologia
Secondo la leggenda dell'Orto del centauro, toponimo del Pizzo Deta di San Vincenzo Valle Roveto (AQ), il nome del genere sarebbe ispirato al mitologico centauro Chirone, che al contrario degli altri centauri aveva un'indole mite e saggia. A lui gli antichi attribuivano le più grandi virtù nella profezia e nella medicina e lo considerarono maestro di Esculapio, Ercole, Giasone, Castore e Polluce. Questa sua fama si ritrova anche in altri nomi di piante ritenute in gran conto, quali Centaurium erythraea e Opopanax chironium (forse la panacea degli antichi).
Il l'epiteto specifico (horrida) richiama la sua morfologia particolarmente spinosa e ispida, un adattamento alle estreme condizioni ecologiche nelle quali la specie vive.

## Descrizione

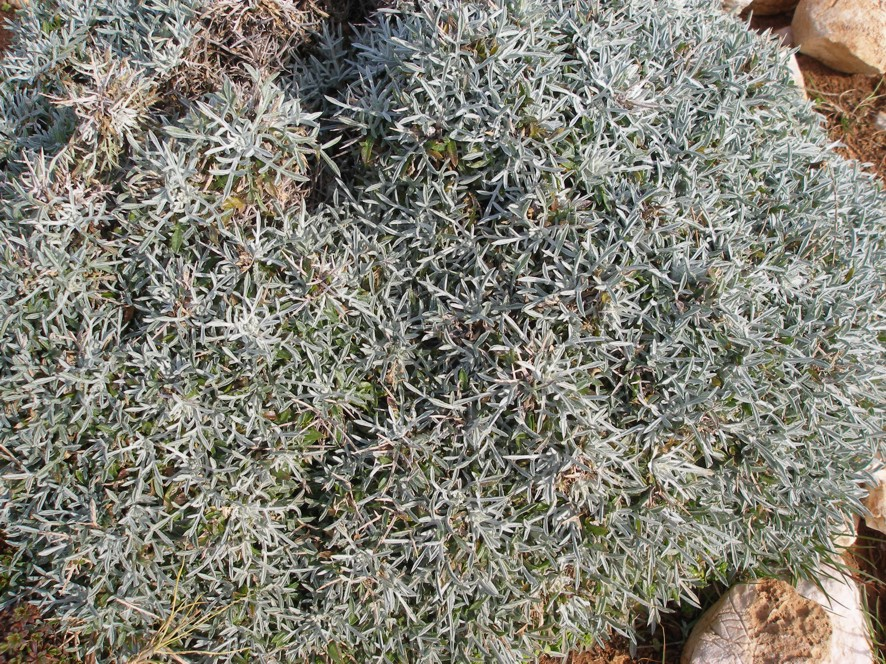
Portamento della pianta

È una pianta legnosa a portamento pulvinato, molto ramificata (forma un cespuglio emisferico spinosissimo), glauchescente, con rami eretti (rigidi ed intricati) e bianco-tomentosi (specialmente quelli giovani), alta fino a 30-50 cm. La forma biologica è camefita suffruticosa (Ch suffr), sono piante perenni e legnose alla base, con gemme svernanti poste ad un'altezza dal suolo tra i 2 ed i 30 cm (le porzioni erbacee seccano annualmente e rimangono in vita soltanto le parti legnose).
Le foglie lungo il caule sono disposte in modo alterno e si dividono in inferiori e superiori. Quelle inferiori in genere sono trasformate in spine con forme pennate (ai lati sono presenti altre spine). Le foglie superiori sono delle spine raggianti e praticamente sottendono il capolino. Dimensione delle foglie inferiori: lunghezza 20 – 25 mm con spine laterali di 3 – 8 mm.
Le infiorescenze (composte da piccoli capolini - diametro di 5 mm) sono scapose o di tipo corimboso (gruppi di 2 - 4 capolini). I capolini, discoidi e omogami, sono formati da un involucro a forma ovoidale (diametro di 3 – 5 mm) composto da brattee (o squame) disposte su più serie all'interno delle quali un ricettacolo fa da base ai fiori. Le squame dell'involucro sono disposte in modo embricato e scalato; il dorso è bianco-tomentoso e terminano con una appendice bruna, mucronata (1 mm di mucrone) e fimbriata con 5 - 6 ciglia laterali lunghe 0,5 - 0,8 mm. Il ricettacolo, provvisto di pagliette a protezione della base dei fiori, può essere rivestito di pula (come il chicco del grano o del riso), oppure può essere setoloso, raramente è nudo (senza pagliette).
I fiori sono, poco appariscenti, sono tubulosi (del tipo actinomorfi), e sono tetra-ciclici (ossia sono presenti 4 verticilli: calice – corolla – androceo – gineceo) e pentameri (ogni verticillo ha 5 elementi). I fiori sono inoltre ermafroditi e fertili.
- Formula fiorale:

- /x K {\displaystyle \infty }, [C (5), A (5)], G 2 (infero), achenio

- Calice: i sepali del calice sono ridotti ad una coroncina di squame.
- Corolla: la corolla in genere è colorata di rosa (quasi purpureo) all'apice e bianca (o rosa pallido) nel resto della lunghezza ed è formata da un tubo terminante in 5 lobi.
- Androceo: gli stami sono 5 con filamenti liberi, papillosi o raramente glabri e distinti, mentre le antere sono saldate in un manicotto (o tubo) circondante lo stilo.[13] Le antere in genere hanno una forma sagittata con base caudata. Il polline normalmente è tricolporato a forma sferica o schiacciata ai poli.
- Gineceo: lo stilo è filiforme con due stigmi divergenti. L'ovario è infero uniloculare formato da 2 carpelli. L'ovulo è unico e anatropo.

Il frutto è un achenio grigio con un pappo. Le forme dell'achenio possono essere obovoidi-fusiformi, compresse lateralmente, con areole a inserzione diritta o laterale-abassiale. Il pericarpo dell'achenio possiede delle sclerificazioni radiali spesso provviste di protuberanze. Il pappo è inserito su una piastra apicale all'interno di un anello di tessuto parenchimatico. Le setole del pappo sono disposte su una o più serie e sono decidue come un pezzo unico e si presentano barbate o piumate e sono lunghe quanto l'achenio.
Fiorisce tra maggio e giugno, con fruttificazione che si completa a luglio.

## Biologia
- Impollinazione: l'impollinazione avviene tramite insetti (impollinazione entomogama tramite farfalle diurne e notturne).
- Riproduzione: la fecondazione avviene fondamentalmente tramite l'impollinazione dei fiori (vedi sopra).
- Dispersione: i semi (gli acheni) cadendo a terra sono successivamente dispersi soprattutto da insetti tipo formiche (disseminazione mirmecoria). In questo tipo di piante avviene anche un altro tipo di dispersione: zoocoria. Infatti gli uncini delle brattee dell'involucro si agganciano ai peli degli animali di passaggio disperdendo così anche su lunghe distanze i semi della pianta.

## Distribuzione e habitat
- Geoelemento: il tipo corologico (area di origine) è Endemico (Sardo).
- Distribuzione: questa specie si trova in Sardegna (vedi il paragrafo "Fitogeografia").
- Habitat: l'habitat preferito per queste piante sono i pendii aridi esposti al vento marino.
- Distribuzione altitudinale: sui rilievi, in Italia, queste piante si possono trovare fino a 100 m s.l.m..

## Fitosociologia
Per l'areale completo italiano Centaurea horrida appartiene alla seguente comunità vegetale:
Macrotipologia: vegetazione alofila costiera e continentale e delle dune sabbiose
Classe: Helichryso-crucianelletea maritimae (Sissingh, 1974) Géhu, Rivas-Martínez & Tüxen in Géhu, 1975 em. Biondi & Géhu in Géhu & Biondi, 1994
Ordine: Helichrysetalia italici Biondi & Géhu in Géhu & Biondi, 1994
Alleanza: Euphorbion pithyusae Biondi & Géhu in Géhu & Biondi, 1994
Descrizione. L'alleanza Euphorbion pithyusae è relativa alle garighe camefitiche alotolleranti con alta percentuale di specie endemiche e pioniere, termo mediterranee primarie e subprimarie e caratterizzate dalla presenza dell’avifauna marina. L’associazione è stata descritta soprattutto per la località di Cap Corse. Lo sviluppo di questa alleanza è prevalentemente sulle falesie calcaree e granitiche mediterranee. Distribuzione: Sardegna e in Corsica. Non è da escludere la sua presenza nelle Baleari.
Specie presenti nell'associazione: Cineraria maritima, Daucus gingidium, Euphorbia pithyusa, Frankenia laevis, Helichrysum italicum, Lotus cytisoides, Dactylis hispanica, Reichardia picroides, Thymelaea hirsuta, Astragalus tragacantha, Astragalus terraccianoi e Centaurea horrida.

## Fitogeografia

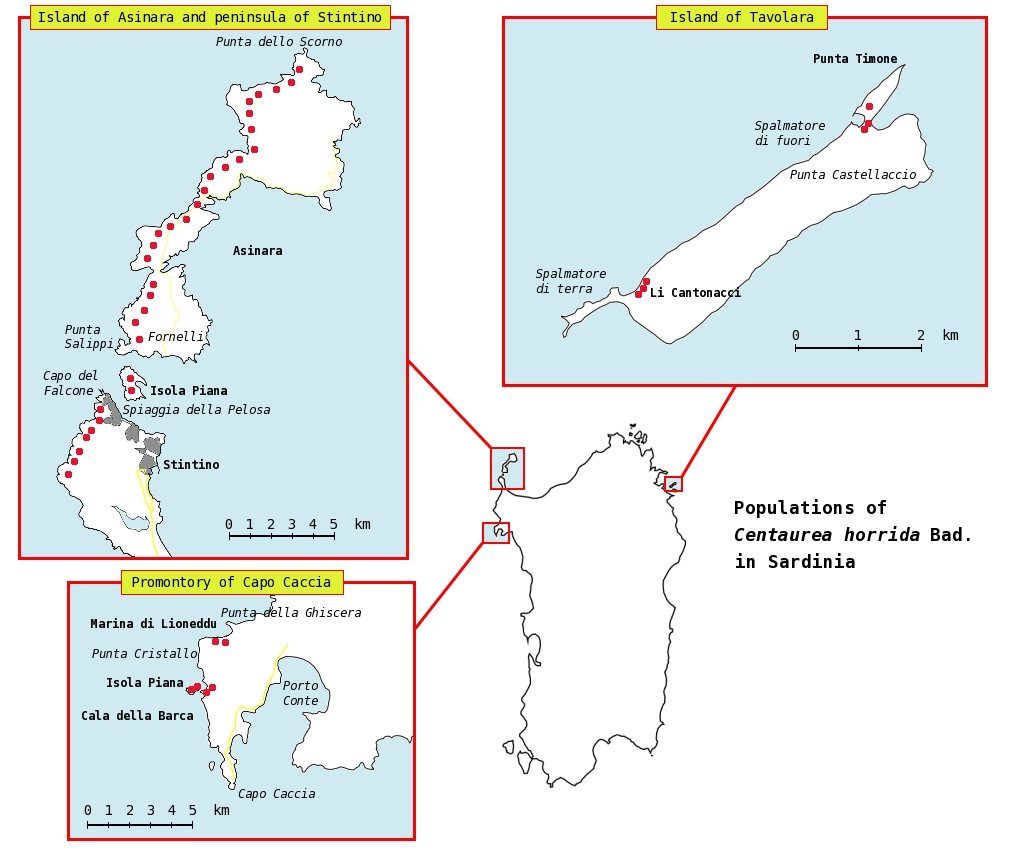
Areale di vegetazione della C. horrida

La specie è presente in ambienti costieri della parte nord-occidentale della Sardegna e dell'isola di Tavolara. Con la sua caratteristica colorazione grigio cenere conferisce un aspetto di unicità al paesaggio delle garighe costiere dell'Asinara e di pochi altri siti.
L'areale della specie è frammentato in 5 aree geografiche, di cui quattro ricadono in aree protette (Parco nazionale dell'Asinara, Parco regionale di Porto Conte, Area marina protetta di Tavolara) e una in territorio non vincolato (Stintino). La presenza della Centaurea in queste aree ha prerogative e aspetti differenti che caratterizzano le singole stazioni. Nel contempo le condizioni ambientali e fitoclimatiche presentano delle analogie che spiegano la presenza, peraltro consistente, di questa specie singolare.

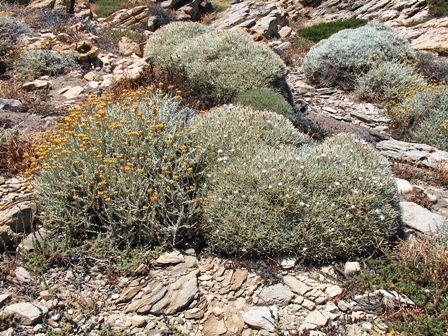
Fiordaliso spinoso ed elicriso, sulle metamorfiti scistose di Capo Falcone (Stintino)

Nell'isola dell'Asinara e nella penisola di Stintino la specie è diffusa nella gariga costiera delle coste occidentali; inoltre è presente nell'Isola Piana, preceduta dalla vegetazione erbacea litoranea. La geomorfologia è caratterizzata dalle falesie originate dalla giacitura della piattaforma metamorfica del Paleozoico che si estende dall'Argentiera al nord dell'Asinara (una delle formazioni più antiche della Sardegna). In queste due stazioni la gariga costiera è una cenosi secondaria di natura antropica, in quanto ha sostituito l'originaria presenza del ginepreto. La stazione della penisola di Stintino è quella seriamente minacciata perché soggetta ad una forte pressione antropica.

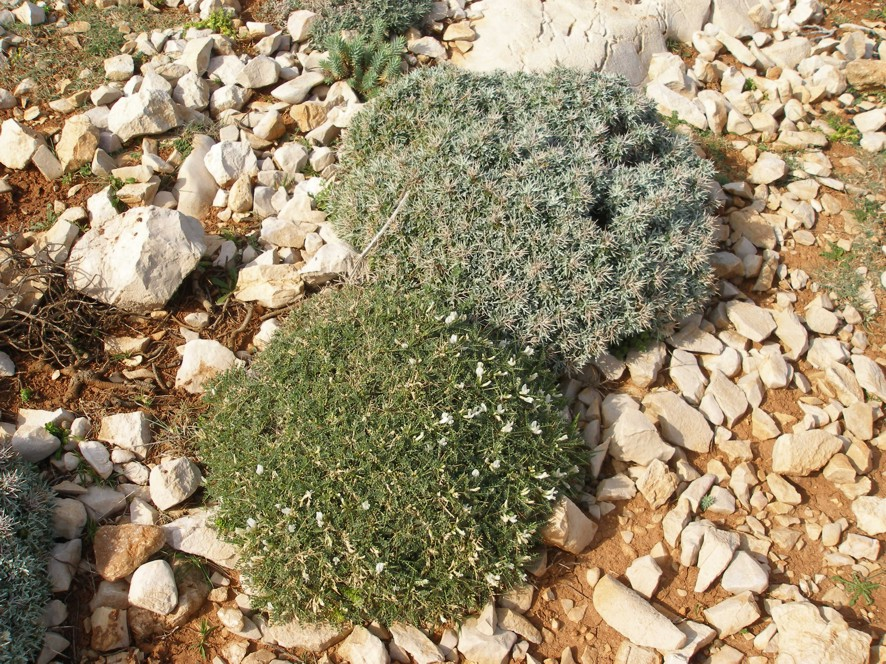
Fiordaliso spinoso e astragalo dragante, sui calcari dell'Isola Piana di Capo Caccia

Nel promontorio di Capo Caccia, parte integrante del Parco regionale di Porto Conte, la C. horrida è presente in due differenti siti. Il primo è Marina di Lioneddu, sulla costa settentrionale del promontorio, fra Punta Cristallo e Punta della Ghisciera. Il secondo si trova sulla costa occidentale del promontorio, in corrispondenza delle falesie di Cala della Barca e dell'Isola Piana (quest'ultima riserva integrale). La geomorfologia di questi siti è caratterizzata dalle alte falesie che la piattaforma calcarea del Mesozoico ha originato nella Nurra sudoccidentale. In questi siti la gariga è una fitocenosi primaria e ha pertanto la connotazione di un vero e proprio climax.
Nell'isola di Tavolara la C. horrida è presente in tre differenti siti sul versante nordoccidentale dell'isola. Il primo si trova sul pendio adiacente alla striscia sabbiosa dello Spalmatore di terra (Località Li Cantonacci), nella zona sudoccidentale dell'isola. Gli altri due si trovano nello Spalmatore di fuori, nella zona nordorientale dell'isola: i siti sono rispettivamente il promontorio di Punta Timone, ai bordi della falesia, e i crinali dell'istmo di Punta Timone. Le stazioni dello Spalmatore di fuori si trovano in piena zona militare. La geomorfologia è caratterizzata dai crinali formati dalla copertura calcareo-dolomitica del Mesozoico o dai rari affioramenti del basamento granitico della Tavolara.

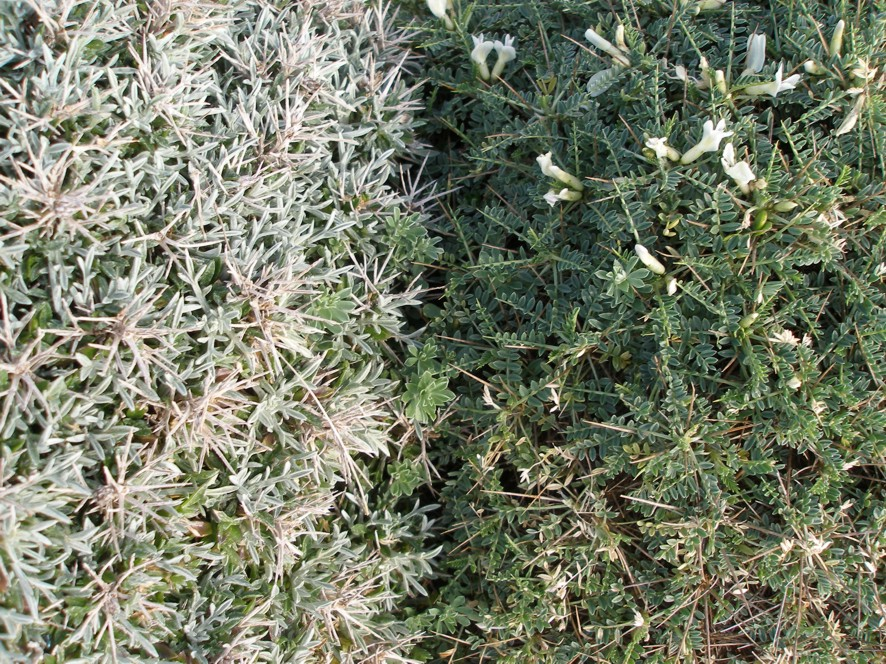
Pur essendo filogeneticamente lontane, fiordaliso spinoso e astragalo hanno seguito la stessa linea evolutiva sviluppando caratteri termoxerofili che permettono la loro sopravvivenza in condizioni pedoclimatiche estreme

Gli aspetti ecobotanici nelle due aree geografiche principali (Nurra-Asinara e Tavolara) si differenziano marcatamente, ma sono entrambi di grande importanza scientifica per la loro peculiarità e per la biodiversità.
Nelle stazioni della Sardegna nordoccidentale la Centaurea horrida è strettamente associata con una leguminosa arbustiva, l'Astragalo dragante (Astragalus terracianoi Valsecchi, 1994), endemismo sardo-corso. L'aspetto apparentemente singolare è che l'astragalo dragante ha un habitus molto simile a quello del fiordaliso spinoso in quanto la pianta forma un pulvino mammellonare con una ramificazione molto fitta e spinescente. La tonalità verde brillante dell'astragalo unita a quella grigiastra del fiordaliso spinoso conferiscono un aspetto paesaggistico singolare.
L'associazione fitoclimatica a Centaurea horrida e Astragalus terracianoi è detta Centauretum horridae Mol. ed è unica al mondo. Come tutte le garighe costiere primarie, il Centauretum horridae, nel suo stato climacico, si colloca fisicamente fra il Crithmo-limonietum (o Crithmo-staticetum) e l'Oleo-ceratonion.
La prima è un'associazione camefitica tipicamente rupestre e alofitica: si insedia nelle anfrattuosità delle falesie e, in generale, delle scogliere rocciose, di composizione variabile secondo le stazioni, ma con un ridotto numero di specie.
La seconda è una fitocenosi molto più estesa, presente in tutte le regioni costiere della Sardegna, comprendente essenze mediterranee più comuni e adattata a condizioni pedoclimatiche più favorevoli ma sempre nell'ambito della termoxerofilia.

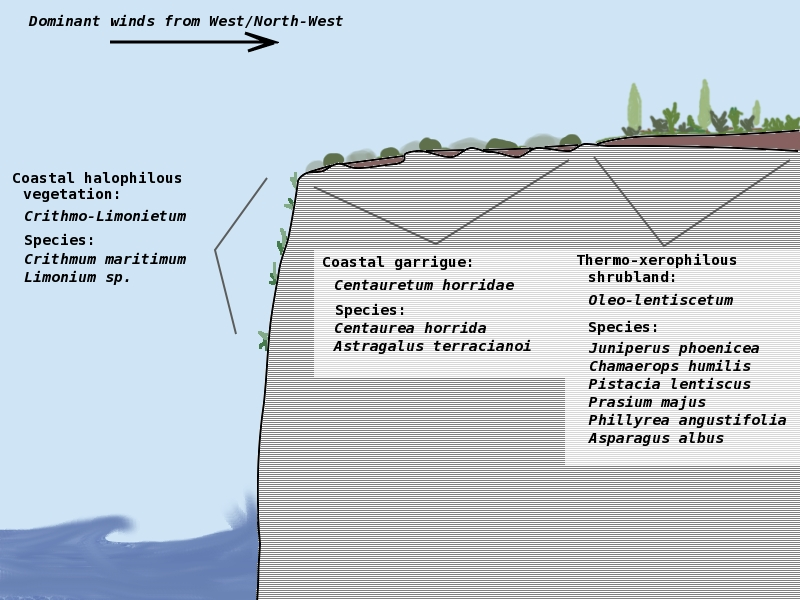
Posizione del Centauretum horridae in rapporto alle fitocenosi confinanti nella Sardegna del nord-ovest

Le stazioni a Centaurea horrida, pertanto, oltre ad essere numericamente limitate hanno un'estensione circoscritta che parte dal margine di una scogliera esposta a ovest o a nordovest e s'insinua nell'entroterra cedendo subito il passo ad una macchia più composita appena le condizioni pedologiche si presentano più favorevoli.
Nelle stazioni di Tavolara la Centaurea horrida forma invece fitocenosi in purezza, in altri termini senza la presenza dell'astragalo. L'aspetto scientifico interessante del Centauretum della Tavolara è che quest'isola è l'unico sito in cui la Centaurea horrida è in contatto con la congenere endemica Centaurea filiformis Viv. dando luogo alla formazione di un ibrido interspecifico, la Centaurea x forsythiana Levier ex Fiori, rinvenuto negli anni ottanta da Corrias e Diana sull'istmo che collega Punta Timone al massiccio del Castellaccio. Non a caso gli autori citati definiscono questo un esempio di superendemismo in quanto ottenuto dall'ibridazione di due specie endemiche.

## Ecobotanica

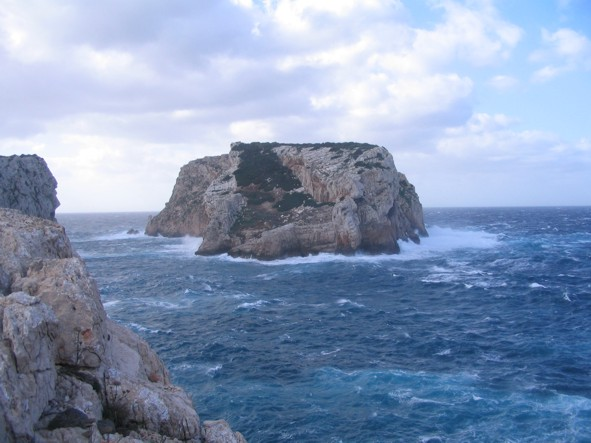
Il Belvedere dell'Isola Piana, battuto dal forte Maestrale, è un esempio emblematico delle condizioni ambientali che hanno condotto all'evolversi del Centauretum horridae come associazione climacica.

A prescindere dalla natura litologica del substrato (rocce calcaree, granitoidi, metamorfiche, scistose), le diverse stazioni in cui vegeta la C. horrida presentano delle analogie dal punto di vista pedoclimatico. Le formazioni a C. horrida si estendono su suoli di scarsa potenza, con roccia affiorante, poveri e con una bassissima capacità di ritenuta idrica. La giacitura è rappresentata da un pianoro o da un pendio più o meno dolce, ma nell'immediata prossimità di una scogliera, in genere con la connotazione della falesia, esposta a ovest o nord-ovest.
L'ambiente climatico è caratterizzato dalla forte insolazione nei mesi caldi e da un'elevata eliofania relativa, dalla scarsa piovosità, dalla notevole incidenza di forti venti dominanti del quadrante nordoccidentale (Maestrale, Ponente), responsabili anche del trasporto dell'aerosol marino.
Questi elementi spiegano l'habitus vegetativo della Centaurea horrida e di altre specie, come l'astragalo dragante, che occupano la stessa nicchia ecologica. In queste specie i caratteri morfologici termoxerofili sono portati all'estremo come forma di adattamento ad un ambiente proibitivo: l'accrescimento ridottissimo degli internodi, la ramificazione abbondante con conseguente portamento a pulvino mammellonare, la trasformazione delle foglie in spine, lo sviluppo contenuto in altezza sono caratteri che permettono a queste specie di vegetare in condizioni di aridità prolungata in zone aperte e battute da venti forti e portatori di salsedine d'estate e freddi d'inverno (questi ultimi, talvolta provenienti dal quadrante orientale, come avviene nell'Asinara).

## Importanza scientifica
Il fiordaliso spinoso è spesso definito come un fossile vivente, trattandosi di un paleoendemismo: la sua comparsa sulla Terra risale ad oltre 30 milioni di anni fa, prima del distacco della placca sardo-corsa dal blocco continentale.
Il Pignatti sottolinea la singolarità e l'importanza scientifica di questa specie definendola un caso unico fra le Composite della nostra flora. Nella stessa opera, il Pignatti cita l'analogia fra la Centaurea horrida e altre due specie congeneri, presenti nel bacino del Mediterraneo: la Centaurea balearica e la Centaurea spinosa, rispettivamente endemiche delle Isole Baleari, la prima, e della Grecia, delle isole dell'Egeo e di Creta, la seconda. Queste due specie hanno un habitus simile a quello del fiordaliso spinoso e i loro areali costituiscono degli esempi di fitocenosi relitte antichissime. L'esistenza attuale di questi relitti è da attribuire alle particolari condizioni ambientali: l'isolamento determinato dalla geografia e dalla geomorfologia delle stazioni di vegetazione, congiuntamente alle difficili condizioni pedoclimatiche, hanno fatto in modo che queste centauree abbiano beneficiato dell'assenza di competizioni floristiche tali da provocarne l'estinzione.
Restando in tema di endemismi, la Centaurea filiformis Viv., altro endemismo esclusivo della Sardegna, occupa un areale distinto in quanto è diffusa sui tavolati calcarei della Sardegna orientale da Capo Figari al Montarbu di Seui. Fa eccezione, come citato in precedenza, solo l'isola di Tavolara, che ospita entrambe le specie permettendone l'ibridazione.

## Farmacognosia
Dalla parte aerea della pianta sono stati isolati numerosi composti noti ed un nuovo composto naturale, l'horridina (quercetin-3-O--L-rhamnopyranosyl-(12)--L-rhamnopyranoside).

## Tassonomia
La famiglia di appartenenza di questa voce (Asteraceae o Compositae, nomen conservandum) probabilmente originaria del Sud America, è la più numerosa del mondo vegetale, comprende oltre 23.000 specie distribuite su 1.535 generi, oppure 22.750 specie e 1.530 generi secondo altre fonti (una delle checklist più aggiornata elenca fino a 1.679 generi). La famiglia attualmente (2021) è divisa in 16 sottofamiglie.
La tribù Cardueae (della sottofamiglia Carduoideae) a sua volta è suddivisa in 12 sottotribù (la sottotribù Centaureinae è una di queste).
Il genere Centaurea elenca oltre 700 specie distribuite in tutto il mondo, delle quali un centinaio sono presenti spontaneamente sul territorio italiano.

### Filogenesi
La classificazione della sottotribù rimane ancora problematica e piena di incertezze. Il genere di questa voce è inserito nel gruppo tassonomico informale Centaurea Group formato dal solo genere Centaurea. La posizione filogenetica di questo gruppo nell'ambito della sottotribù è definita come il "core" della sottotribù; ossia è stato l'ultimo gruppo a divergere intorno ai 10 milioni di anni fa.
La  Centaurea horrida  appartiene al gruppo delle centauree le cui brattee (o squame) dell'involucro terminano con una appendice decorrente, ossia non è chiaramente separata (tramite una strozzatura) dal corpo sottostante della squama e all'apice è presente una singola spina (In base alla suddivisione proposta da Pignatti). Questa suddivisione comunque è priva di valore tassonomico ma puramente di comodo dato il grande numero di specie spontanee presenti sul territorio italiano.
Il numero cromosomico di C. horrida è: 2n = 18.

### Variabilità
La pianta mostra un polimorfismo fogliare passando dalle foglie inferiori a quelle superiori. Quelle inferiori sono pennate o pennato-partite, lunghe 2-2,5 cm, con lacinie rigide e trasformate in spine. Quelle superiori sono più o meno semplici o leggermente e irregolarmente pennato-fesse o pennato-partite, con lacinie lineari e rigide, spinescenti, bianco-tomentose. Quelle terminali tendono a disporsi a raggiera intorno ai capolini.